# Doumea angolensis
Doumea angolensis är en fiskart som beskrevs av Boulenger, 1906. Doumea angolensis ingår i släktet Doumea och familjen Amphiliidae. IUCN kategoriserar arten globalt som livskraftig. Inga underarter finns listade i Catalogue of Life.